# Noura
Fatima Zohra Badji (1942 – 2014) (tiếng Ả Rập: فاطمة الزهراء باجي) được biết đến với nghệ danh Noura (tiếng Ả Rập: نورة) là ca sĩ người Algérie. Bà là ca sĩ Bắc Phi và là ca sĩ người Algérie đầu tiên đạt được chứng nhận vàng và là người Algérie đầu tiên xuất hiện trên mặt trước của tờ Paris Match. Bà đã nhận được các biểu dương và giải thưởng từ Tunisia, Libya và Bộ Văn hóa Algérie để công nhận những đóng góp văn hóa của bà.

## Tiểu sử
Fatima Zohra Badji sinh năm 1942 ở Sidi Amar – một ngôi làng nhỏ nằm bên Cherchell, Algérie trong một đại gia đình. Vốn là đứa trẻ rụt rè, bà dành nhiều thời gian nghe radio và vào những năm 1950, bà quyết định tim kiếm việc làm tại một đài phát radio. Bà được thuê để dẫn một chương trình dành cho trẻ em bởi giám đốc đài phát Saïd Rezzoug, người đã giao cô làm việc theo nhà soạn nhạc Amari Maâmar. Maâmar thích giọng hát của mình và giới thiệu bà là một ca sĩ với bài hát "El Ouarda" được soạn bởi Said Hayef.
Bà nhanh chóng trở thành một ngôi sao, đầu tiên là sự phổ biến rộng rãi trong nước với nhiều chủ đề khác nhau, nói về sự xa lánh, lưu đày và tình yêu. Bà cũng thể hiện nhiều thể loại nhạc khác nhau như nhạc cổ điển Andalusian, chaabi, chaoui, Kabyle, Sahrawi, tất cả các loại dân ca trong khu vực, hát bằng cả tiếng Ả Rập và Kabyle. Vài bài hát đỉnh cao của bà có thể kể đến như "Ghorba", "Gal-el menfi" và "Hua, hua" và bà đóng vai chính trong vở operetta أنا الورقة المسكينة (Tôi là chiếc lá tàn) soạn bởi Mustapha Kechkoul của Radio Algiers và được sáng tác bởi Mustapha Skandrani. Được quảng bá bởi giám đốc nghệ thuật của Opéra d'Alger, Mohamed Jamoussi và nhạc sĩ Mahboob Bati, Noura sớm trở thành ca sĩ đáng chú ý nhất tại Algérie.
Năm 1959, bà gặp nhạc sĩ Kamel Hamadi khi đang làm việc tại Radio Algiers và họ đã kết hôn với nhau. Cuối năm đó, bà được mời đến Paris và thu âm một loạt bài hát. Bà chuyển đến cùng chồng, và hai người họ cùng nhau làm việc. Ông ấy đã viết một bài hát theo phong cách truyền thống "Ya Sidi rabi", bài hát ảnh hưởng từ phụ nữ Algérie với chủ đề mất mát con cái vì di cư và kết hôn với người nước ngoài. Bài hát trở thành một yếu tố chủ đạo trong tiết mục của bà. Thông qua Hamadi, Noura gặp nhạc sĩ El Habib Hachelaf, người mà bà cũng đã cùng cộng tác âm nhạc. Bà hát đơn ca và hát cùng chồng và nhiều bài hát của bà tập trung vào các chủ đề truyền thống như hôn nhân, trẻ em, khu phố và Chúa. Năm 1962, cặp đôi quay trở về Algérie, nhưng di chuyển qua lại giữa Paris và Algiers để thu âm. Năm 1965, bà phát hành album, tất cả đều là bài hát tiếng Pháp bao gồm "Vie" sáng tác bởi Michel Berger và "Paris dans mon sac" sand tác bởi chồng bà. Sau đó vào năm 1971, Noura thu âm "يا ناس أماهو" (O People Omaho) và "باتي ماركوني" (Pathe Marconi) bởi Slimane Azem, đã nhận được chứng nhận vàng vì bán được một triệu bản tại Pháp. Bà là ca sĩ đầu tiên gốc Algérien nhận được chứng nhận vàng và xuất hiện trên trang bìa của tờ Paris Match. Bà đã thu âm hơn 500 bài hát bằng tiếng Ả Rập, Kabyle và Pháp. Một vài ca khúc nổi bật của bà là "Ya Rabbi Sidi", "Aïn El Karna" và "Adhrar njarjar eghlayene".
Năm 1974, bà được trao tặng Huân chương Văn hóa của Cộng hoà Tunisia do Tổng thống Habib Bourguiba và năm sau đó, bà đã được chọn là ngôi sao của Liên hoan bài hát Ả Rập Libya vào năm 1975. Noura được Bộ Văn hóa và Hệ thống Algérie vinh danh vào năm 2003 và sau đó năm 2012, Văn phòng Riad El-Feth dưới sự chỉ đạo của Bộ Văn hóa đã vinh danh bà trong một buổi lễ tôn vinh vì những đóng góp cho văn hóa của bà.
Noura mất vào ngày 1 tháng 6 năm 2014 ở Paris sau thời gian dài chống chọi với bệnh tật Ngày 3 tháng 6 năm 2014, một buổi lễ có sự tham dự của đại sứ Algérie tại Pháp, Amar Bendjama, được tổ chức tại Paris được khi bà được chuyển Algiers để cùng chôn cất chung với gia đình của bà tại Sidi Yahia Cemetery.